# Де Мартино, Антонио
Анто́нио Де Марти́но (итал. Antonio De Martino; 25 февраля 1815 — 29 февраля 1904) — итальянский врач, ученый и политик. Член Сената Итальянского королевства XIV созыва.

## Биография
Де Мартино родился в богатой семье в городе Пальма-Кампания, Италия. После учёбы в своем родном городе он поступил на медицинский факультет Неаполитанского университета, который окончил в возрасте 21 года. По завершении учёбы Антонио переехал в Париж, а затем в Вену, чтобы продолжить свое образование. В последующие годы он отличился своим вкладом в научную литературу, особенно в области физиологии, что сделало его хорошо известным среди других ученых в Неаполе.
Де Мартино проявил природную склонность к преподаванию: по возвращении в Неаполь в 1841 году он основал частный факультет медицины и хирургии под названием «Ateneo» («Университет»).
С 1861 года до своей смерти Де Мартино возглавлял кафедру общей патологии в Неаполитанском университете. Также в 1861, затем снова в 1865, Антонио Де Мартино избирался в национальный парламент. В 1869 году, будучи медицинским советником королевского дома, он принимал роды у принцессы Маргариты, жены Умберто I и будущей королевы, при рождении Виктора Эммануила III.
В 1881 году за научные заслуги Де Мартино был избран сенатором королевства и назначен в Высший совет образования. Занимая этот важный политический пост, он успел издать 60 томов по темам образования и научных исследований. Антонио верил в важность научных исследований и в важность преподавания истории медицины молодым студентам-медикам. В последние годы жизни он продолжал заниматься медициной и основал «Società operaia di mutuo soccorso» («Общество взаимопомощи трудящихся»).
В 1884 году Антонио Де Мартино был награждён золотой медалью Министерства здравоохранения за работу по оказанию помощи людям, зараженным холерой.
Антонио Де Мартино скончался 29 февраля 1904 года в возрасте 89 лет. В торжественных похоронах участвовали ученые, врачи и государственные деятели. Королева Маргарита возложила венок на его могилу и отправила телеграмму родственникам врача, высоко оценив «его редкие качества сердца и ума, которые обогатили его темперамент». На следующее утро Джузеппе Сарако, председатель Сената, почтил его память в Camera Alta (верхняя палата парламента).
Де Мартино был похоронен на родине на кладбище Пальма-Кампания.

## Память
На кладбище Неаполя на «Quadrato degli uomini illustri» (Площадь выдающихся людей) в память об ученом установлен мраморный бюст работы скульптора Франческо Йераче.
В 2004 году, в честь столетия со дня смерти Де Мартино, в городе Пальма-Кампания, регионе Кампания и провинции Неаполь, был устроен фестиваль и открыта памятная мраморная доска на фасаде палаццо Де Мартино (Palazzo De Martino).